# Јунаци нашег доба (1. сезона)
Прва сезона телевизијске серије Јунаци нашег доба емитовала се од 17. децембра 2019. до 7.јануара 2020. године на мрежи РТС 1. Прва сезона се састоји од 21 епизоде.

## Радња
Мирослав Чичановић звани "Чичко" глава је једне породице. Оженио се Мајом на четвртој години студија са којом је добио двоје деце, ћерку и сина. Након студентских дана изгубио је самопоуздање у свету за који се није припремао. Не ужива велики углед код своје деце, а још мање код супруге. Сви они живе у стану његовог оца Арсенија, професора математике у пензији. Човеку као што је Чичко, који не импонује, ни ставом, ни способношћу да живи здрав живот се указује велика шанса. То ће бити његова прилика или пропаст...

## Епизоде
| Бр. еп. (укупно) | Бр. еп. (у сезони) | Наслов         | Редитељ              | Сценариста                  | Премијера          |
| --- | ------------------ | -------------- | -------------------- | --------------------------- | ------------------ |
| 1 | 1                  | „Епизода 1.1”  | Михаило Вукобратовић | Синиша Павић и Љиљана Павић | 17. децембар 2019. |
| Главни јунак серије је Мирослав Чичановић, звани Чичко, некада љубимац девојака, оженио се на 4. години факултета, па студирао још 5 година, изгубио самопоуздање, променио 3 странке и у тој трећој догурао до функције држача кишобрана шефу странке, запао у дугове и прикључио се великој армији губитника. Наша прича почиње неочекиваном понудом Чичку да преузме важан и одговоран положај у друштву. То што му је биографија празна, што му је CV готово "tabula rasa" без значајног успеха, квалификује га управо из тог разлога: што није урадио ништа, ни добро ни лоше. Битно је да није урадио ништа лоше, ништа забрљао, покварио, украо. То у једном тренутку постаје битно. Живот је промешао своје карте и Чичка је запала коначно она права. Да ли је заиста "права? Да ли је наш јунак способан да је одигра како треба? Да ли је његова породица спремна да поднесе успех и нови статус у друштву? |                    |                |                      |                             |                    |
| 2 | 2                  | „Епизода 1.2”  | Михаило Вукобратовић | Синиша Павић и Љиљана Павић | 18. децембар 2019. |
| Тешки и напети избори за председника општине окончани на неочекиван начин, избором Мирослава Чичановића, прослављају се у кафани "Код малог Радојице". Конобар Срђан ујутру полаже испит на факултету и каже газди да неће бити способан након непроспаване ноћи за тако нешто. Сашка покушава да се чује са Руфусом који је остао без новца. Маја у Чичковом џепу налази огроман кафански рачун и почиње "истрагу" о томе како јој је муж потрошио толике новце. Потом одлази у кафану "Код малог Радојице" да утврди каква је то прослава била и зашто толико кошта? Олга добија отказ у кући државног тужиоца где је радила као бединерка. |                    |                |                      |                             |                    |
| 3 | 3                  | „Епизода 1.3”  | Михаило Вукобратовић | Синиша Павић и Љиљана Павић | 19. децембар 2019. |
| Сашкино и Срђаново полагање испита се неславно завршава. Маја од Радојице сазнаје да је Чичко постао председник општине. По повратку кући затиче Чичка мамурног. Чичков и Мајин син, кога зову Роналдо, враћа се кући са спортских припрема. У кафану "Код малог Радојице" долази необичан гост... |                    |                |                      |                             |                    |
| 4 | 4                  | „Епизода 1.4”  | Иван Стефановић      | Синиша Павић и Љиљана Павић | 20. децембар 2019. |
| Маја оптужује директора за сексуално узнемиравање и мобинг... Чичко покушава да својој породици, оцу, жени и деци објасни сложеност новонастале ситуације и како треба да се понашају. У кафани "Код малог Радојице" мистериозни гост конобару Срђану као бакшиш оставља новчаницу од 500 евра. |                    |                |                      |                             |                    |
| 5 | 5                  | „Епизода 1.5”  | Михаило Вукобратовић | Синиша Павић и Љиљана Павић | 21. децембар 2019. |
| Миле Музић прима великог инвеститора из иностранства. Олга је преко агенције добила посао великог спремања у стану Чичановића. Маја и даље има великих проблема са својим директором. Срђан има велике планове и иде да замени новчаницу коју је добио као бакшиш... |                    |                |                      |                             |                    |
| 6 | 6                  | „Епизода 1.6”  | Михаило Вукобратовић | Синиша Павић и Љиљана Павић | 23. децембар 2019. |
| Миле Музић објашњава Чичку како су они тим који ради заједно а да је први задатак председника општине да себи смањи плату за половину. Мајина мајка, Марија, се свађа са Арсом око бединерке. Срђан долази у коцкарницу... |                    |                |                      |                             |                    |
| 7 | 7                  | „Епизода 1.7”  | Михаило Вукобратовић | Синиша Павић и Љиљана Павић | 24. децембар 2019. |
| Музић набавља новац Чичку како би он вратио све своје дугове... Руфус и Срђан се срећу у казину... Сукоб између Маје и њеног директора је толики да она мора да напусти своју фирму. Сашка покушава да професору објасни колико је њен положај компликован... |                    |                |                      |                             |                    |
| 8 | 8                  | „Епизода 1.8”  | Иван Стефановић      | Синиша Павић и Љиљана Павић | 25. децембар 2019. |
| Испланирана посета новог председника општине пијаци како би се снимио ТВ прилог, компликује се појавом новог јунака Житка који ће спонтано у ТВ прилогу хвалити председника општине. Маја добија нови посао а Банићка велику пословну понуду од Петросијануа. Коцкарска срећа се окреће... |                    |                |                      |                             |                    |
| 9 | 9                  | „Епизода 1.9”  | Михаило Вукобратовић | Синиша Павић и Љиљана Павић | 26. децембар 2019. |
| Срђан је на рулету добио велики новац, али појавиле су се компликације... Житко долази код председника општине да тражи "дуг", међутим, ту среће Музића. Лекар саопштава Роналду да му је повреда такве природе да неће моћи више да игра фудбал. Сашка има проблем са Руфусом... |                    |                |                      |                             |                    |
| 10 | 10                 | „Епизода 1.10” | Михаило Вукобратовић | Синиша Павић и Љиљана Павић | 27. децембар 2019. |
| После много перипетија, Срђан је коначно добио свој новац. Вратио је Петросијану 500 евра које је добио као бакшиш. На повратку кући у аутобусу се десио инцидент. Кесу са новцем ће наћи нови јунак у нашој серији, Врућко. |                    |                |                      |                             |                    |
| 11 | 11                 | „Епизода 1.11” | Михаило Вукобратовић | Синиша Павић и Љиљана Павић | 28. децембар 2019. |
| Сашка из болнице води Срђана кући, Банићка тражи адвоката али он добија позив од Петросијануа. Врућкова сиромашна породица се сусреће са "великим парама" које доносе огромне неспоразуме и несигурност у кућу. |                    |                |                      |                             |                    |
| 12 | 12                 | „Епизода 1.12” | Иван Стефановић      | Синиша Павић и Љиљана Павић | 29. децембар 2019. |
| Узбудљиви догађаји у каријерама све више удаљавају Чичка и Мају... Срђан се састаје са Сашком у покушају да схвати шта му се десило у аутобусу. Брат Врућкове жене, полицајац, има своје идеје око судбине нађеног новца. |                    |                |                      |                             |                    |
| 13 | 13                 | „Епизода 1.13” | Михаило Вукобратовић | Синиша Павић и Љиљана Павић | 30. децембар 2019. |
| Између Олге и Арсе се развија пријатељски однос и она му у поверењу даје да прочита роман који је превела. Чичко враћа дугове. У Врућковој породици новац изазива све веће сукобе... |                    |                |                      |                             |                    |
| 14 | 14                 | „Епизода 1.14” | Михаило Вукобратовић | Синиша Павић и Љиљана Павић | 31. децембар 2019. |
| Тетка Стана добија од председника општине, Чичановића, плакету за најлепше уређени балкон. Сашка и Срђан се састају "Код Малог Радојице". Петросијану ангажује адвоката Сретеновића са задатком да му донесе податке о Милету Музићу. У кабинету код Милета Музића појављује се Алка Торбица са сином. Врућкова фамилија жели да учествује у подели новца... |                    |                |                      |                             |                    |
| 15 | 15                 | „Епизода 1.15” | Михаило Вукобратовић | Синиша Павић и Љиљана Павић | 1. јануар 2020.    |
| Деда Арса хвали Олгину књигу. Стана се жали Чичку да хоће да је избаце из стана. По препоруци Милета Музића, Алка долази са дететом код председника општине. Тика Шпиц на пијаци тражи Житка. Музић вади сина из полиције. У Врућковој породици се настављају свађе... |                    |                |                      |                             |                    |
| 16 | 16                 | „Епизода 1.16” | Иван Стефановић      | Синиша Павић и Љиљана Павић | 2. јануар 2020.    |
| Олга је завршила рад у кући Чичановића. Трајко костоломац прегледа Роналдово колено. Петросијану тражи од Срђана Олгину књигу.Чика Пера припрема реферат за Мају.Сашка мисли да је Руфус проси. |                    |                |                      |                             |                    |
| 17 | 17                 | „Епизода 1.17” | Михаило Вукобратовић | Синиша Павић и Љиљана Павић | 3. јануар 2020.    |
| Аnка код председника општине, Чичановића, тражи помоћ.Чика Пера помаже Маји да направи пројекат. Музићев син у кафићу са Сашком и Руфусом. Деда Арса избацује из куће костоломца Трајка који је дошао да "лечи Роналда". |                    |                |                      |                             |                    |
| 18 | 18                 | „Епизода 1.18” | Михаило Вукобратовић | Синиша Павић и Љиљана Павић | 4. јануар 2020.    |
| Срђан је нашао издавача за мајчину књигу. Маја сусреће кума у кафићу и од њега сазнаје да је Чичко вратио све дугове. Председник општине позива Врућка да збрине сестру Алку. Шпиц убеђује Житка да сачине уговор о доживотном издржавању. |                    |                |                      |                             |                    |
| 19 | 19                 | „Епизода 1.19” | Михаило Вукобратовић | Синиша Павић и Љиљана Павић | 5. јануар 2020.    |
| Петросијану схвата да је аутор романа, у коме је описан његов живот, Олга Симоновић. Шпиц са Житком код адвоката покушава да склопи уговор. Тренер фудбалског клуба у коме игра Роналдо тражи од председника општине новац за екипу. |                    |                |                      |                             |                    |
| 20 | 20                 | „Епизода 1.20” | Иван Стефановић      | Синиша Павић и Љиљана Павић | 6. јануар 2020.    |
| Професор објашњава Сашки да она, у ствари, има смисла за право и да ће када положи последњи испит, једнога дана бити добра адвокатица. Чика Пера је направио елаборат за Мају. Чичко долази у сукоб са Музићем... |                    |                |                      |                             |                    |
| 21 | 21                 | „Епизода 1.21” | Михаило Вукобратовић | Синиша Павић и Љиљана Павић | 7. јануар 2020.    |
| Петросијану налази издавача који је спреман да објави Олгин роман. Миле Музић сазнаје да је Маја напредовала у служби његовом заслугом. Врућко се исповеда у цркви а Дринка одлази код адвоката да се разведе. |                    |                |                      |                             |                    |